# Jolene (sång)
Jolene är en sång skriven och inspelad av Dolly Parton. Den släpptes på singel i oktober 1973 och blev hennes andra countryhit, och den toppade U.S. Country Singles i februari 1974. Jolene räknas som en av Dolly Partons största låtar.
Den har tolkats av bland annat The Sisters of Mercy, Olivia Newton-John på albumet Come on Over 1976, The White Stripes, Elisabeth Andreassen på sitt countryalbum A Couple of Days in Larsville från 2004, Jill Johnson på sitt album Music Row 2007, Cookies 'N' Beans på deras album Tales from a Trailor Trash Soul från 2007, och Beyoncé på sitt countryalbum Cowboy Carter från 2024.
En version av den svenska showgruppen Spirella Girls, utgiven på skiva 1994, hette "Brolin" och handlade då om den svenske fotbollsspelaren Tomas Brolin.
Dolly Parton skrev denna låt när en kvinna hade försökt förföra hennes man.

## Listplaceringar
| Lista (1973–1974)                                   | Topplacering |
| --------------------------------------------------- | ------------ |
| Amerikanska Billboard Hot Country Singles           | 1            |
| Amerikanska Billboard Hot 100                       | 60           |
| Amerikanska Billboard Hot Adult Contemporary Tracks | 44           |
| Kanadensiska RPM Country Tracks                     | 1            |
| Kanadensiska RPM Top Singles                        | 84           |
| Kanadensiska RPM Adult Contemporary Tracks          | 40           |
| Brittiska singellistan                              | 7            |

### Fotnoter
1. ↑  ”Music Row”. Svensk mediedatabas. 11 mars 2007. http://smdb.kb.se/catalog/id/002206876. Läst 2 september 2010.
2. ↑  ”Cookies N Beans - Tales From A Trailor Trash Soul” (på engelska). 11 mars 2007. https://www.discogs.com/release/14193405-Cookies-N-Beans-Tales-From-A-Trailor-Trash-Soul. Läst 30 januari 2025.
3. ↑  ”Beyoncé - Cowboy Carter” (på engelska). 29 mars 2024. https://www.discogs.com/release/30282404-Beyonc%C3%A9-Cowboy-Carter?srsltid=AfmBOoqdjLeq1pmS-HxOL2BVdRoqpFaprl-_bmIxd57iVJmSCHoK6LDP. Läst 30 januari 2025.
4. ↑  ”Äkta svenskheter”. Svensk mediedatabas. 11 mars 1994. https://smdb.kb.se/catalog/id/001507557. Läst 2 september 2010.
5. ↑  ”Brolin, Brolin blev en dunderhit: "Både Aftonbladet och Expressen hakade på"”. www.folkbladet.nu. 9 augusti 2017. https://www.folkbladet.nu/2017-08-09/brolin-brolin-blev-en-dunderhit-bade-aftonbladet-och-expressen-hakade-pa. Läst 29 juni 2024.